# Ponce (Porto Rico)
Ponce (IPA: /ˈponse/, ) è la terza città più grande di Porto Rico sia per estensione territoriale sia per numero di abitanti dopo Arecibo e la zona metropolitana di San Juan. Situata sulla costa meridionale dell'isola, l'area comunale confina a nord con Adjuntas, Utuado e Jayuya, a est con Juana Díaz e a ovest con Peñuelas. È bagnata a sud dalle acque del Mar dei Caraibi. Il comune, che fu fondato nel 1692, oggi conta una popolazione di quasi 190 000 abitanti ed è suddiviso in 19 circoscrizioni (barrios).

## Geografia fisica
Geograficamente classificato tra i comuni che appartengono alla Pianura Costiera Meridionale, verso nord si estende la Cordigliera Centrale.

### Clima
Il clima di Ponce è tropicale semidesertico. La media annuale delle precipitazioni sulla costa è di 36 pollici, nell'entroterra di 48 e a nord, vicino alla Central Mountain Range, di 60 pollici. Anche la temperatura varia all'interno della sua ampia geografia. La costa ha una media annuale di 79 °F, l'entroterra di 76 °F e in montagna di 72 °F.

## Etimologia
"Ponce" prende il nome dal discendente del celebre esploratore spagnolo Juan Ponce de León, primo governatore di Porto Rico per conto della Corona spagnola. La famiglia Ponce de León si stabilì nella regione meridionale dell'isola durante il periodo coloniale, contribuendo all'organizzazione del territorio e all'espansione dell'influenza spagnola. Il toponimo fu scelto per onorare questa discendenza e il ruolo storico della famiglia. Nel tempo, il nome è rimasto legato all'identità locale e al patrimonio culturale dell’area.

## Storia

### Età precolombiana
Quando i primi conquistadores giunsero nella regione meridionale, la trovarono abitata da un popolo che chiamarono indiani Taino. Questa popolazione osservava un'organizzazione politica semplice, suddivisa in regni. Finora si stimava che la regione dell'attuale comune di Ponce appartenesse al capoluogo Guaynía, anche se studi recenti hanno fatto luce sulla possibilità che appartenesse al capoluogo Jayuya.

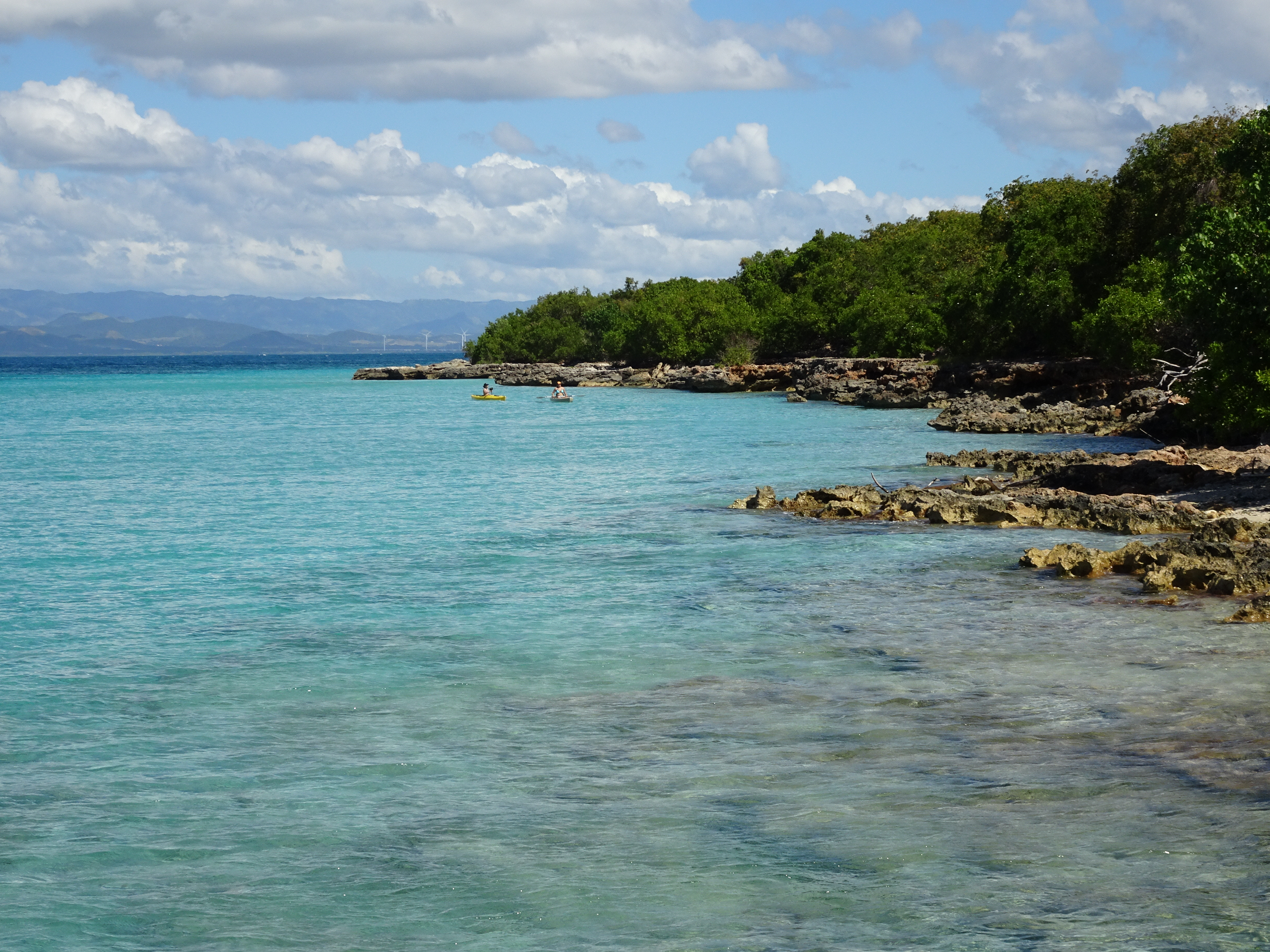
Caja de Muertos

Tuttavia, i Taino non furono l'unica civiltà ad insediarsi nella regione. Prima di loro ce n'erano altri, le cui tracce sono evidenti nei siti archeologici che abbondano nel territorio di quello che oggi è il comune di Ponce. Questi popoli o culture sono gli arcaici, gli Igneri e i pre-Taino, antenati immediati dei Taino. Oltre all'ordine cronologico in cui apparvero sull'isola, questi popoli differivano dai Taino anche per i loro costumi e il livello di sviluppo. Il leggendario albero Ceiba sulle rive del fiume Portugués esiste da più di 500 anni. Secondo la tradizione popolare, fu uno dei luoghi in cui si stabilirono le prime famiglie spagnole arrivate nella regione.

### Colonizzazione spagnola

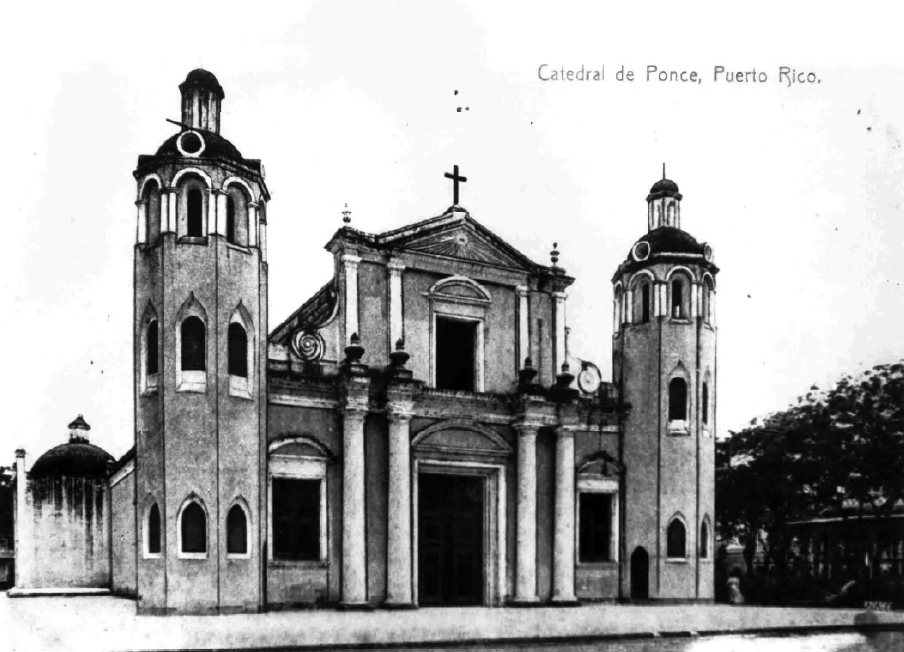
Facciata della Cattedrale di Nostra Signora di Guadalupe (circa 1910) prima del terremoto del 1918.

I primi coloni europei si stabilirono nella regione di Ponce alla fine del XVI secolo. Nel 1587, Fray Iñigo Abad y Lasierra descrisse una città vicino al fiume Bucaná. Questi coloni originari cominciarono a mostrare segni di unione come comunità, costruendo una modesta chiesa dedicata alla Vergine di Guadalupe nel 1670 e sovvenzionando un parroco con i contributi della comunità. Fu questo l'umile inizio di quella che più tardi, dopo varie trasformazioni e processi ecclesiastici, divenne quella che oggi è la Cattedrale di Nostra Signora di Guadalupe, situata nel cuore della città. Ponce venne poi fondata formalmente nel 1692 da residenti che trasferirono il loro insediamento dalle rive del fiume Jacaguas, un altro dei primi luoghi in cui si dice che Ponce abbia avuto i suoi primi coloni spagnoli, al sito in cui attualmente sorge Plaza Las Delicias. Nel 1877, per ordine del re di Spagna, le fu concesso il Titolo di città.
Mentre il commercio ufficiale con la Spagna avveniva solo dal nord dell'isola attraverso San Juan, nel sud, a Ponce, si verificava un'intensa attività commerciale illegale che rafforzò l'economia della regione. Alla fine del regime spagnolo a Porto Rico, l'autonomismo ebbe in Ponce una delle più grandi figure di questo movimento ideologico-politico, Román Baldorioty de Castro. Denunciò gli abusi del governo spagnolo, che portarono alla sua persecuzione. Il Teatro La Perla servì da palcoscenico non solo per la cultura teatrale artistica della regione, ma anche per assemblee in cui vennero prese importanti decisioni sociopolitiche, sia alla fine del regime spagnolo che all'inizio di quello americano.

## Economia
L'economia della città è da sempre dipesa dall'attività portuale di Playa de Ponce e dall'industria della canna da zucchero.
Il Consolidated Plan of the Municipality of Ponce del 1995 stanzia $10.066.000 per il settore immobiliare, la costruzione di strutture ricreative, il miglioramento delle infrastrutture, l'industria del turismo e i rifugi per i senzatetto.
Attualmente l'economia si basa principalmente sul commercio al dettaglio, sul turismo e sull'industria manifatturiera. Nel settore agricolo si distacca la produzione di caffè, banane, arance, polpelmi e platani, meglio conosciuti come banane da cottura
Tuttavia, la disoccupazione colpisce il 15% della popolazione della città.